# Konfliktoperation
Zwei Operationen heißen in der Informatik im Zusammenhang mit Transaktionssystemen konfliktär, wenn die Reihenfolge ihrer Ausführung nicht vertauscht werden kann, ohne dass sich das Ergebnis der Operationen verändert. Man sagt auch, die Operationen stehen im Konflikt, kommutieren nicht oder sind unverträglich und nennt die Operationen Konfliktoperationen.
Im Lese-Schreib-Modell sind zwei Operationen konfliktär, wenn beide aufs gleiche Datenelement zugreifen und mindestens eine der beiden ein Schreibzugriff ist.

## Anschauliches Beispiel
Zur Verdeutlichung des Begriffs soll folgendes Beispiel dienen:
Beim Anziehen von Kleidungsstücken tauchen die folgenden beiden Operationen auf:
1. Ziehe die Unterhose an.
2. Ziehe die Hose an.

Diese beiden Operationen sind konfliktär, denn wenn man ihre Reihenfolge vertauscht, ist das Ergebnis eher wenig wünschenswert. Bei Konfliktoperationen muss also stets auch die Reihenfolge angegeben werden, in der sie ausgeführt werden müssen.

## Formale Darstellung und Ordnung von Konfliktoperationen
Die Notation entspricht dem durchgestrichenen mathematischen Symbol für „kommutiert“:
{\displaystyle o_{1}\not \|o_{2}}
Um Konfliktoperationen formal anzuordnen, werden Halbordnungen verwendet. Daraus ergibt sich, dass eine sinnvolle Reihenfolge konfliktärer Operationen mit Hilfe der topologischen Sortierung gewonnen werden kann.